# Eleccions legislatives noruegues de 1918
Les eleccions legislatives noruegues de 1918 se celebraren el 21 d'octubre per a renovar els 126 membres del Storting, el parlament de Noruega. Els que obtingueren més escons foren els liberals i el seu cap Gunnar Knudsen detingué el càrrec de primer ministre de Noruega en un govern de coalició.

## Suports
| Diari                         | Partit recolzat | Partit recolzat  |
| ----------------------------- | --------------- | ---------------- |
| Glommendalens Social-Demokrat |                 | Partit Laborista |

## Resultats
|         |                            |         |       |          |        |
| Partits | Partits                    | Vots    | Vots  | Escons   | Escons |
| Partits | Partits                    | #       | %     | #        | ±      |
|         | Partit Laborista Noruec    | 209,560 | 31.63 | 18 / 126 | 1      |
|         | Partit Conservador         | 201,325 | 30.39 | 40 / 126 | 20     |
|         | Partit d'Esquerra Liberal  | 201,325 | 30.39 | 10 / 126 | 9      |
|         | Partit Liberal             | 187,657 | 28.32 | 51 / 126 | 23     |
|         | Associació Agrària Noruega | 30,925  | 4.67  | 3 / 126  | 2      |
|         | Laboristes Demòcrates      | 21,980  | 3.32  | 3 / 126  | 3      |
|         | Independent                | 11,074  | 1.67  | 1 / 126  | 1      |
|         | Total                      | 100%    | 100%  | 126      | 126    |